# Jean-Charles Valladont
Jean-Charles Valentin Valladont, né le 20 mars 1989 à Besançon, est un archer français. Il est double vice-champion olympique en individuel en 2016 et par équipe en 2024.

## Biographie
Il commence le tir à l'arc à Torpes à l'âge de huit ans, entraîné par Pascal de Grandis,.
En 2015, il se qualifie pour la première fois pour la finale de la coupe du monde, à Mexico, et remporte la médaille d'argent.
Le 3 septembre 2016, il reçoit dans son village natal de Boussières, la médaille de citoyen d’honneur du village, il est la première personne à obtenir cette distinction.
Le 12 juin 2017, il devient n°1 mondial au classement World Archery pour la première fois de sa carrière après sa victoire face à Brady Ellison en finale de la deuxième étape de la coupe du monde à Antalya.

## Palmarès

### Jeux olympiques d'été
- Jeux olympiques de 2008 à Pékin (Chine) : 
  - 43e en individuel
- Jeux olympiques de 2016 à Rio de Janeiro (Brésil) :
  -  Médaille d'argent en individuel
- Jeux olympiques de 2024 à Paris (France) :
  -  Médaille d'argent par équipes

### Championnats du monde

#### Tir en campagne
- Médaille d'or en individuel en 2012
- Médaille d'argent en individuel en 2014
- Médaille de bronze par équipes en 2012
- Médaille de bronze en individuel en 2016

#### Tir en extérieur
- Médaille d'argent par équipes en 2009
- Médaille d'argent par équipes en 2011
- Médaille de bronze par équipes en 2013

#### Tir en salle
- Médaille de bronze en individuel à Rzeszów aux championnats du monde en salle 2009

### Coupe du monde
- Médaille d'or en individuel à Wroclaw en 2015
- Médaille d'or en individuel à Antalya en 2017
- Médaille d'argent en individuel à la Grande Finale de Mexico en 2015
- Médaille d'argent en double mixte à Antalya en 2017[4]
- Médaille de bronze en individuel à Wroclaw en 2014

### Jeux mondiaux
- Médaille d'or en individuel à Cali en 2013

### Jeux européens
- Médaille d'or par équipes à Minsk en 2019[5]

### Championnats d'Europe (plein air)
- Médaille d'or en individuel en 2016
- Médaille d'argent par équipes à Vittel en 2008[6]
- 6e en individuel en 2008
- Médaille d'or par équipes à Essen en 2024[7]
- Médaille de bronze en individuel à Essen en 2024

### Championnats d'Europe (en salle)
- Médaille d'or par équipes à Laško en 2022[8],[9]
- Médaille d'argent en individuel à Laško en 2022

### Championnats d'Europe Junior (extérieur)
- Médaille d'or en individuel en 2007
- Médaille d'or par équipes en 2007

## Distinctions
- Chevalier de l'ordre national du Mérite le 1er décembre 2016[10]
- Médaille de citoyen d’honneur de Boussières.